# Marshall Clagett
Marshall Clagett (Washington, 23 de enero de 1916 - Princeton, New Jersey, 21 de octubre de 2005) fue un historiador y profesor estadounidense, gran especialista de la historia de la ciencia medieval, que escribió a lo largo de veinte años un gran trabajo sobre la recepción de Arquímedes en la Edad Media.

## Trayectoria
Se formó hasta 1933 en el Instituto de Tecnología de California. Luego estuvo en la Universidad Universidad George Washington, hasta 1937. En 1941, se doctoró en historia en la Universidad de Columbia. Se alistó en la Armada estadounidense con motivo de la guerra.
Tras estar un año como instructor en historia de la ciencia en la Universidad de Columbia, Clagett se unió, en la Universidad de Wisconsin, al Departamento de historia de la ciencia, donde estuvo a veces como investigador asociado.
Entre 1959 y 1964, Clagett dirigió también el Instituto de humanidades de Estudios Avanzados; y en 1964 fue ya profesor permanente. Desarrolló su carrera docente y al finalizar su etapa vital fue nombrado emérito en 1986.
Clagett fue miembro de la "Medieval Academy of America" y presidente de la "History of Science Society", y de la "American Philosophical Society". Asimismo perteneció a la "Deutsche Gesellschaft für Geschichte der Medizin, Naturwissenschaft und Technik", y de la "International Academy of the History of Science" (de la que fue vicepresidente entre 1968 y 1971).
Destacó con su gran estudio The Science of Mechanics in the Middle Ages, 1959, que iba acompañado de muchísimas traducciones de los autores citados.
Su gigantesco Archimedes in the Middle Ages, 1964 - 1984, es un clásico. A su muerte a los 89 años, Clagett trabajaba en el cuarto volumen de Ancient Egyptian Science.

## Obra principal
- The Science of Mechanics in the Middle Ages, 1959, premiado en 1960[1][2][3]
- Archimedes in the Middle Ages, 1964 - 1984, diez tomos.[4][5][6]
- Ancient Egyptian Science, logró tres tomos de los cuatro planeados.
- Greek Science in Antiquity. Courier Corporation. 2001 [1955]. ISBN 9780486419732.
- Ancient Egyptian Science: Calendars, clocks and astronomy. American Philosophical Society. 1995. ISBN 9780871692146.
- Ancient Egyptian Science: Ancient Egyptian mathematics. American Philosophical Society. 1989. ISBN 9780871692320.[7]
- Giovanni Marliani and Late Medieval Physics, 1942[8]
- Nicole Oresme and the Medieval Geometry of Qualities and Motions, 1968[9]

## Premios
- 1960: Premio Pfizer de la History of Science Society por The Science of Mechanics in the Middle Ages
- 1981: John Frederick Lewis Prize of the American Philosophical Society
- 1981: Alexandre Koyré Medal of the International Academy of the History of Science, por su Archimedes in the Middle Ages
- 1989: Lewis Prize, por su Ancient Egyptian Science, vol. I
- 1995: Giovanni Dondi dall'Orologio European Prizes, en reconocimiento de toda su vida como investigador en historia de la ciencia.
- 1996: International Galileo Galilei Prize, por su contribución a la cultura italiana.